# William Redfield
William Redfield, född 26 januari 1927 i New York, död 17 augusti 1976 i New York, var en amerikansk skådespelare och författare verksam inom teater, film och radio samt hade en del TV-roller. Han var kanske mest känd för sin roll som Dale Harding i filmen Gökboet. Redfield avled i leukemi ett år efter att filmen haft premiär, 49 år gammal.

## Filmografi (urval)
- 1955 – Världsrymdens erövrare
- 1965 – Morituri
- 1966 – Duell i Diablo
- 1966 – Den fantastiska resan
- 1971 – I död och lust
- 1974 – Nä, dra åt skogen
- 1974 – Death Wish – våldets fiende nr 1
- 1975 – Gökboet